# Союз червоних фронтовиків

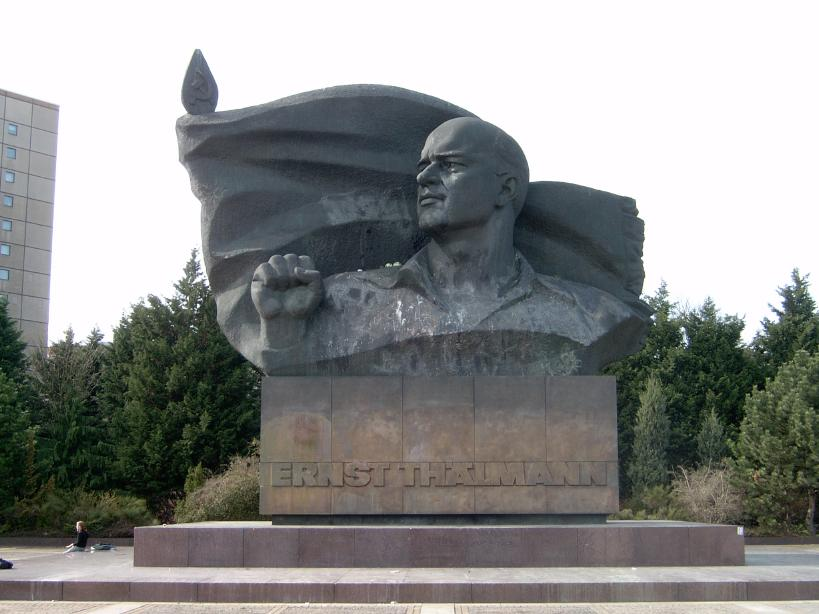
Пам'ятник Ернсту Тельману (з ротфронтовським привітанням - стиснутим кулаком) в місті Берлін (Німеччина)

Союз червоних фронтовиків (нім. Roter Frontkämpferbund,  СЧФ, RFB) або «Рот Фронт» (нім. Rote Front) - німецька комуністична політична і бойова організація в 1924-1933 роках.

## Історія

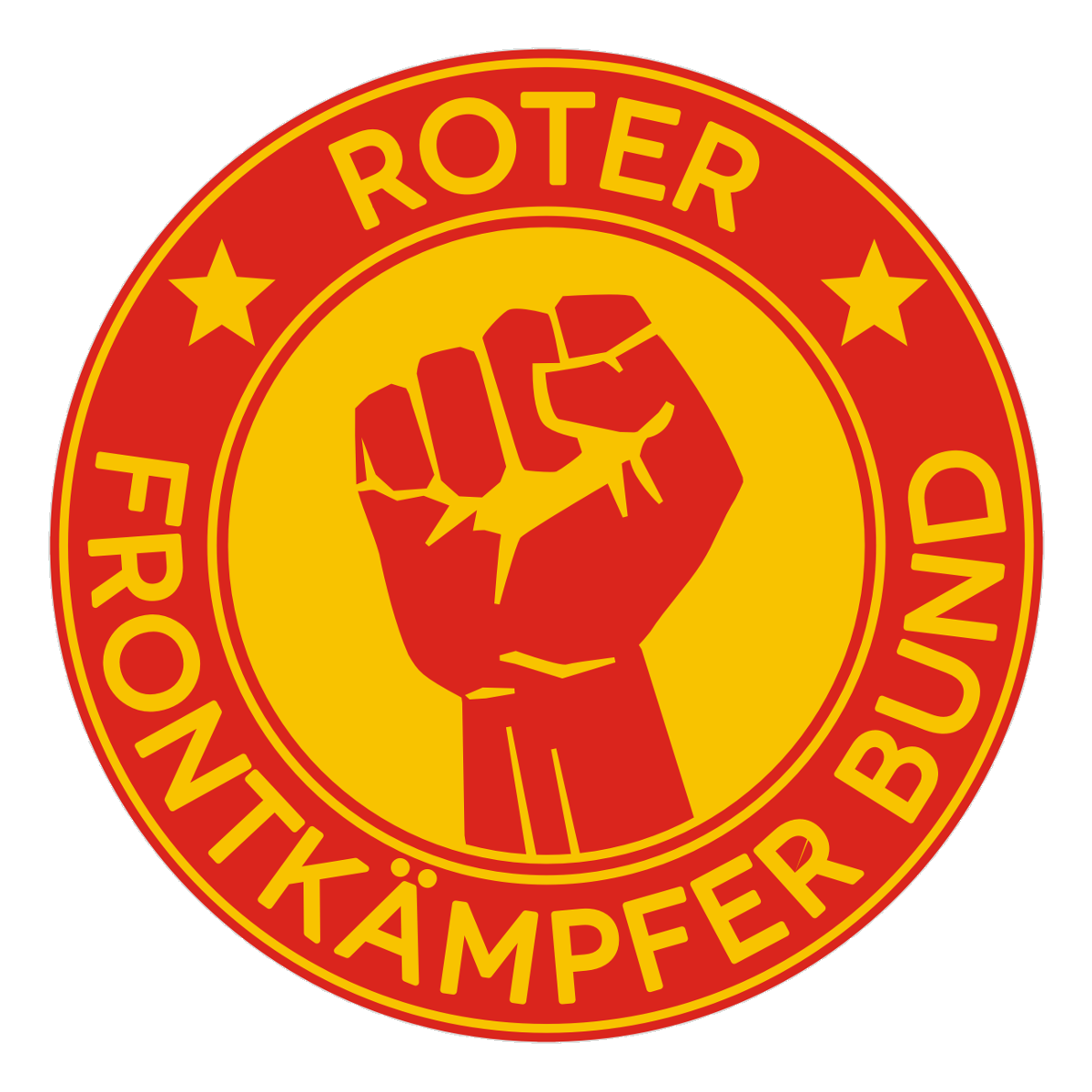
Емблема RFB в Німеччині в 1920-х роках (Roter Frontkämpfer-Bund 1924-1929

Союз червоних фронтовиків заснований 18 липня 1924 року. Першим головою був Вільгельм Пік, пізніше його змінив Ернст Тельман. Перше місцеве відділення СЧФ було утворено 31 липня 1924 року в місті Галле. В 1927 році у СЧФ вже налічувалося приблизно 110 000 членів.
Незалежно від переважно соціал-демократичних революційних солдатів та їх спроб створити ради (робітничі та солдатські ради), в Берліні після січневих страйків 1918 року вже була група, яка називалася «Чорні коти» (нім. Schwarze Katzen) і яка намагалася створити нелегальні сховища зброї. 7 жовтня 1918 року Союз Спартака та Бременські ліві радикали за зразком російської Червоної армії та на теоретичній основі військової програми Леніна ("Військова програма пролетарської революції") вирішили сформувати нелегальні бойові групи та придбати зброю. Коли з'ясувалося, що робітничі та солдатські ради є переважно соціал-демократичними, Союз Спартака заснував Асоціацію червоних солдатів (Roten Soldatenbund, РСБ). РСБ брав участь у більшості наступних сутичках, що тривали з грудня 1918 року по травень 1919 року. Незважаючи на так званий «саморозпуск» у вересні 1919 року регіональні утворення залишилися. У Гамбурзі це було, Революційне матроське об'єднання та Об'єднання неактивних військово-морських команд. 
Захистом зборів і демонстрацій КПН займалася Пролетарська сотня (нім. Proletarische Hundertschaften), але ця організація була заборонена в 1923 році.  Це призвело до того, що політична діяльність КПН зазнала нападу з боку поліції та правих воєнізованих організацій, таких як Сталевий шолом та СА. Дев'ята національна конференція КПН у квітні 1924 року вирішила створити нову охоронну організацію. Вона отримала назву Союз червоних фронтовиків (нім. Roter Frontkämpferbund, з метою залучення також некомуністичних робітників. 11 травня 1924 року в Галле поліція розстріляла демонстрацію, вісім робітників загинули та 16 були важко поранені. КПН оголосила про створення СЧФ у всіх її місцевих відділеннях і незабаром були сформовані перші місцеві групи СЧФ. Більшість цих перших підрозділів СЧФ знаходились у промислових містах, морських портах та інших традиційних твердинях робітничого класу.
Протягом багатьох років СЧФ дедалі більше вступав у жорстокі вуличні бої з поліцією, СА та іншими політичними конкурентами.
Погіршення економічного становища для більшої частини населення на тлі світової економічної кризи 1929 року призвело до зростання невдоволення і протестів. Коли СЧФ, незважаючи на заборону, 1 травня 1929 року зібрався на першотравневу демонстрацію, це призвело до кровопролитних сутичок з поліцією («Кривавий травень»), які тривали до 3 травня. При цьому загинули 33 людини, близько 200 були поранені, понад 1200 затримані. Під час оголошеного внаслідок цього «Малого надзвичайного стану» СЧФ був 3 травня 1929 року заборонений в Пруссії. 6 травня міністр внутрішніх справ Карл Зеверінг видав загальнодержавну заборону, яка була виконана у всіх землях до 14 травня. СЧФ працював нелегально і далі під керівництвом КПН організував протест проти заборони, що тривав місяць. Нелегальні групи СЧФ діяли аж до повного знищення організації після приходу до влади націонал-соціалістів в 1933 році і брали участь в запеклих вуличних зіткненнях з штурмовими загонами НСДАП.

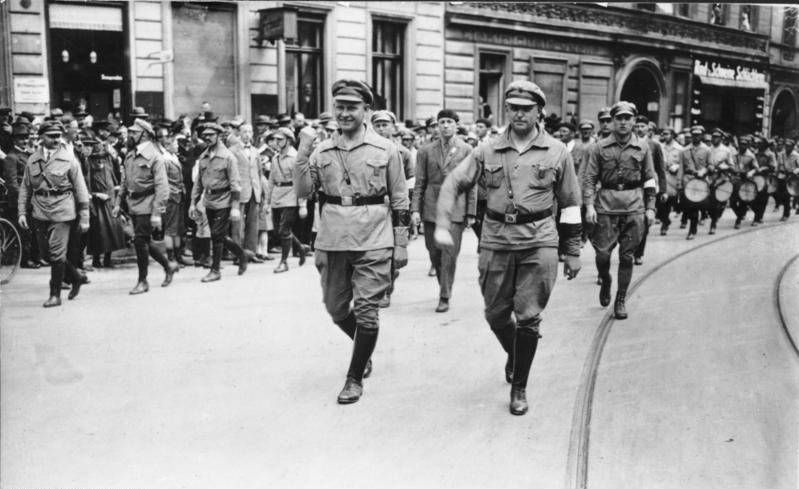
Лідери комуністів Німеччини Ернст Тельман (ліворуч) і Віллі Леов (праворуч) перед строєм членів Союзу червоних фронтовиків. Берлін, червень 1927 року

Робітники - комуністи які емігрували до СРСР також заснували там групи СЧФ, як, наприклад, робітники з Рурської області групу «Блюхер» в місті Брянський рудник (сучасне місто Брянка в Луганській області). 
Члени СЧФ брали участь в Громадянській війні в Іспанії в інтербригадах на стороні республіканців. Інші під час панування в Німеччині націонал-соціалізму поїхали в вигнання до СРСР або брали участь в Опорі в Німеччині. У 1943 році в еміграції частиною колишніх членів СЧФ було засновано Вільний німецький рух (нім. Freie Deutsche Bewegung), інша частина колишніх членів СЧФ вже в самій Німеччині в 1945 році стали створювати мережу антифашистських комітетів.
Після Другої Світової війни колишні члени СЧФ, такі як Еріх Гонеккер та Еріх Мільке, активно брали участь у створенні перших поліцейських та військових частин Німецької Демократичної Республіки.

## Організаційна структура
Союз червоних фронтовиків складався з гау (нім. gau) які функціонально відповідали дивізіям регулярних армій, по територіях були ближче до виборчих округів, тобто середнім провінціях і землям, частинам великих провінцій і земель, групам з провінції і дрібних земель:
- Східна Пруссія
- Померанія
- Сілезія
- Верхня Сілезія
- Мекленбург
- Берлін-Бранденбург
- Магдебург-Ангальт
- Галле-Мерзебург
- Східна Саксонія
- Західна Саксонія
- Ерцґебірґе-Фогтланд (Східна Тюрингія)
- Тюрингія
- Нижня Саксонія
- Вассерканте
- Північно-Захід
- Гессен-Вальдек
- Гессен-Франкфурт
- Рурська Територія
- Середній Рейн
- Нижній Рейн
- Саарська Територія
- Баден
- Вюртемберг
- Північна Баварія
- Південна Баварія

Гау складалися з місцевих груп (нім. ortsgruppe), які функціонально відповідали полкам в регулярних арміях, територіально відповідали міським районам з прилеглим до них територіями. 
Місцеві групи складалися з відділів (нім. abteilung), відділи з дружин (нім. kameradschaft) на чолі з командиром дружини (камерадшафтсфюрер, нім. kameradschaftsführer). Дружини складалися з 3 взводів (нім. zug) на чолі з командиром взводу (цугфюрер, нім. zugführer). Кожен взвод складався з 4 груп (нім. gruppe), на чолі з группенфюрером (нім. gruppenführer), групи зазвичай складалися з 8 осіб.
Вищий орган Рот Фронту - національна конференція (нім. reichskonferenz), між національними конференціями - комітет союзу (нім. bundesleitung), вища посадова особа - голова комітету союзу (нім. vorsitzender der bundesleitung) або бундесфюрер (нім. bundesfuehrer). Вищий орган гау - конференція гау (нім. gaukonferenz), між конференціями гау - комітет гау (нім. gauleitung), найвища посадова особа гау - голова комітету гау (нім. vorsitzender der gauleitung) або гауфюрер (нім. gaufuehrer). Вищий орган місцевої групи - загальні збори, між загальними зборами - комітет місцевої групи (нім. ortsgruppenleitung), найвища посадова особа місцевої групи - голова комітету місцевої групи (нім. vorsitzender der ortsgruppenleitung) або ортсгруппенфюрер (нім. ortsgruppenfuehrer).
Молодіжна організація «Рот Фронту» - Юнгфронт (нім. Roten Jungfront) (раніше - Юнгштурм (нім. Roten Jungsturm)) для молоді віком від 16 до 21 років. Створене в 1924 році молодіжне об'єднання «Юнгштурм» ставило собі за мету консолідацію молодих сил в якості кадрового партійного резерву Комуністичної партії Німеччини. Серед юнаків і дівчат активно пропагувався здоровий спосіб життя, проводилися спортивні заняття з легкої і важкої атлетики, гімнастики та стрільба. Крім цього величезну увагу керівництво «Юнгштурма» приділяло проведенню політичних занять як серед самих членів «Юнгштурму», так і серед молоді, яка не була у членстві організації. Крім цього, кожне літо організація проводила літні табори для підготовки молодіжних лідерів, у яких з молодими людьми проводилися заняття з військової, політичної та суспільно-соціальної підготовці. Кожна місцева група «Юнгштурма» мала власне приміщення з залом для збору активістів, бібліотекою і червоними куточками Володимира Леніна і Карла Лібкнехта. У 1933 році Юнгфронт було заборонено. У червні 1936 році в еміграції з молодих німецьких комуністів і лівого крила соціал-демократів було створено Союз вільної німецької молоді.
Жіночою організацією «Рот Фронту» був «Союз червоних жінок і дівчат» (нім. Rote Frauen und Mädchenbund, RFMB).
В 1924 році у в прибережних і портових містах була заснована секція «Червоний флот» (нім. Rote Marine). Крім того існувала організація «Червоні буревісники» - повітроплавна секція СЧФ.
Існували й інші суміжні організації - Червона допомога Німеччини (нім. Rote Hilfe Deutschlands) і Бойове товариство червоного спорту (нім. Kampfgemeinschaft für Rote Sporteinheit).

## Однострій
Юнгштурм і Союз червоних фронтовиків мав власний військово-організаційний формовий одяг, який включав в себе куртку-юнгштурмівку, брюки-галіфе, пояс з символікою «Рот Фронту», а також червону пов'язку з зображенням стиснутого кулака, яка носилася на лівій руці вище ліктя.

## Привітання
Формою вітання Рот Фронту було проголошення «нім. Rotfront!», при цьому в кінці привітання праве передпліччя слід різко (хвацько) підняти до рівня голови, з долонею стислій в кулак, тильною стороною кисті при цьому поверненою в бік, протилежний від спостерігача, інакше кажучи, спрямованої назад. Піднятий і зімкнутий кулак символізував об'єднану міць робітничого класу.

## Рот фронт в масовій культурі
«Ротфронт» є також назвою московської кондитерської фабрики, яка була названа на честь СЧФ. 

## Див. Також
- Республіканський шуцбунд